# Tom Sawyer (film, 2000)
Pour plus de détails, voir Fiche technique et Distribution.
Tom Sawyer est un long métrage d'animation américain sorti directement en vidéo en 2000. Il est inspiré des Aventures de Tom Sawyer de Mark Twain.

## Synopsis
Au milieu du XIXe siècle, un jeune garçon nommé Tom Sawyer vit de nombreuses aventures sur les bords du Mississippi. 

## Fiche technique
- Titre original : Tom Sawyer
- Scénario : Patricia Jones, Donald Reiker, Jymn Magon
- Direction : Phil Mendez, Paul Sabella
- Production : Patricia Jones, Paul Sabella, Jonathan Dern
- Durée : 89 minutes

## Distribution

### Voix originales
- Rhett Akins : Tom Sawyer
- Mark Wills : Huckleberry Finn
- Hynden Walch : Becky Thatcher (dialogue)
- Lee Ann Womack : Becky Thatcher (chant)
- Clea Lewis : Amy Lawrence (dialogue)
- Alecia Elliott : Amy Lawrence (chant)
- Betty White : Tante Polly
- Dean Haglund : Sid
- Richard Kind : M. Dobbins
- Hank Williams Jr. / Kevin Michael Richardson : Injurin' Joe
- Don Knotts : Mutt Potter
- Waylon Jennings : Juge Thatcher
- Dee Bradley Baker : Rebel la grenouille
- Pat Corley : Sheriff McGee
- Marty Stuart : Révérend
- Thom Adcox : Député Bean
- Sheryl Bernstein
- Jennifer Hale
- David Kaufman

### Voix françaises
- Emmanuel Curtil : Thomas « Tom » Sawyer
- Pierre-François Pistorio : Huckleberry « Huck » Finn
- Christian Pelissier : Joe l'Indien
- Cyrille Artaux : Sidney « Sid » Sawyer
- Naïke Fauveau : Rebecca « Becky » Thatcher
- Raoul Delfosse : Juge Thatcher / shérif McGee
- Guillaume Orsat : M. Reginald Dobbins (incertain)
- Daniel Beretta : le révérend

## Chansons du film
- (Leave Your Love Light On) -
- (Can't Keep a Country Boy Down) -
- (Hook, Line, and Sinker) -
- (Houseboat Painting Song) -
- (One Dream) -
- (Friends for Life) -
- (Light at the End of the Tunnel) (reprise) -
- (Never, Ever, and Forever) -